# Soyuz MS-26
Soyuz MS-26 es el 153.º y actual vuelo tripulado de una misión de la nave rusa Soyuz. Su lanzamiento hacia la ISS, ocurrió el 11 de septiembre de 2024 a la Estación Espacial Internacional, para transportar parte de la tripulación de la Expedición 71/72, y tiene previsto su regreso en abril de 2025.

## Misión
La Soyuz MS-26 es un vuelo tripulado de una nave rusa Soyuz lanzada desde el Sitio 31/6 en el Cosmódromo de Baikonur. Su lanzamiento hacia la ISS, ocurrió el 11 de septiembre de 2024 a las 16:23 UTC.La misión transportó a 3 miembros permanentes de la Expedición 72, los cosmonautas de Roscosmos, Alekséi Ovchinin e Ivan Vagner, junto con el astronauta en activo de mayor edad de la NASA, Donald Pettit.
Cuando la nave espacial cruzó la línea de Karman poco después del lanzamiento, se batio el récord de personas en órbita alrededor de la tierra, siendo actualmente de 19 personas en órbita: 3 tripulantes de la misión MS-26, 3 tripulantes procedentes de la Shenzhou 18 en la estación espacial Tiangong de China, 4 personas en vuelo libre en la misión Polaris Dawn de SpaceX y los 9 miembros de la Expedición 71 a bordo de la Estación Espacial Internacional.
El 19 de diciembre de 2024, los dos cosmonautas, Alekséi Ovchinin e Ivan Vagner, realizaron su primera EVA, durante esta misón, la n.º 63 desde el segmento ROS de 7 horas y 17 minutos, en la que realizaron diferentes tareas de mantenimiento, como instalar un paquete de experimentos diseñado para monitorizar las fuentes de rayos X celestiales, el SPIN-X1 MVN en el módulo  Zvezda y nuevos paneles de conexión de conectores eléctricos y retirar varios experimentos para su eliminación. Los dos cosmonautas también reubicaron un panel de control para el Brazo Robótico Europeo, ERA que está conectado al Módulo de Laboratorio multipropósito de Nauka. El cosmonauta de Roscosmos, Alexsandr Gorbunov, operó el brazo ERA durante la caminata espacial desde el interior de la estación.
La misión tiene previsto su regreso en abril de 2025, después de la llegada de la Soyuz MS-27 a partir del 25 de marzo con la tripulación de relevo de la Expedición 73 y dando por finalizada la Expedición 72.

## Tripulación

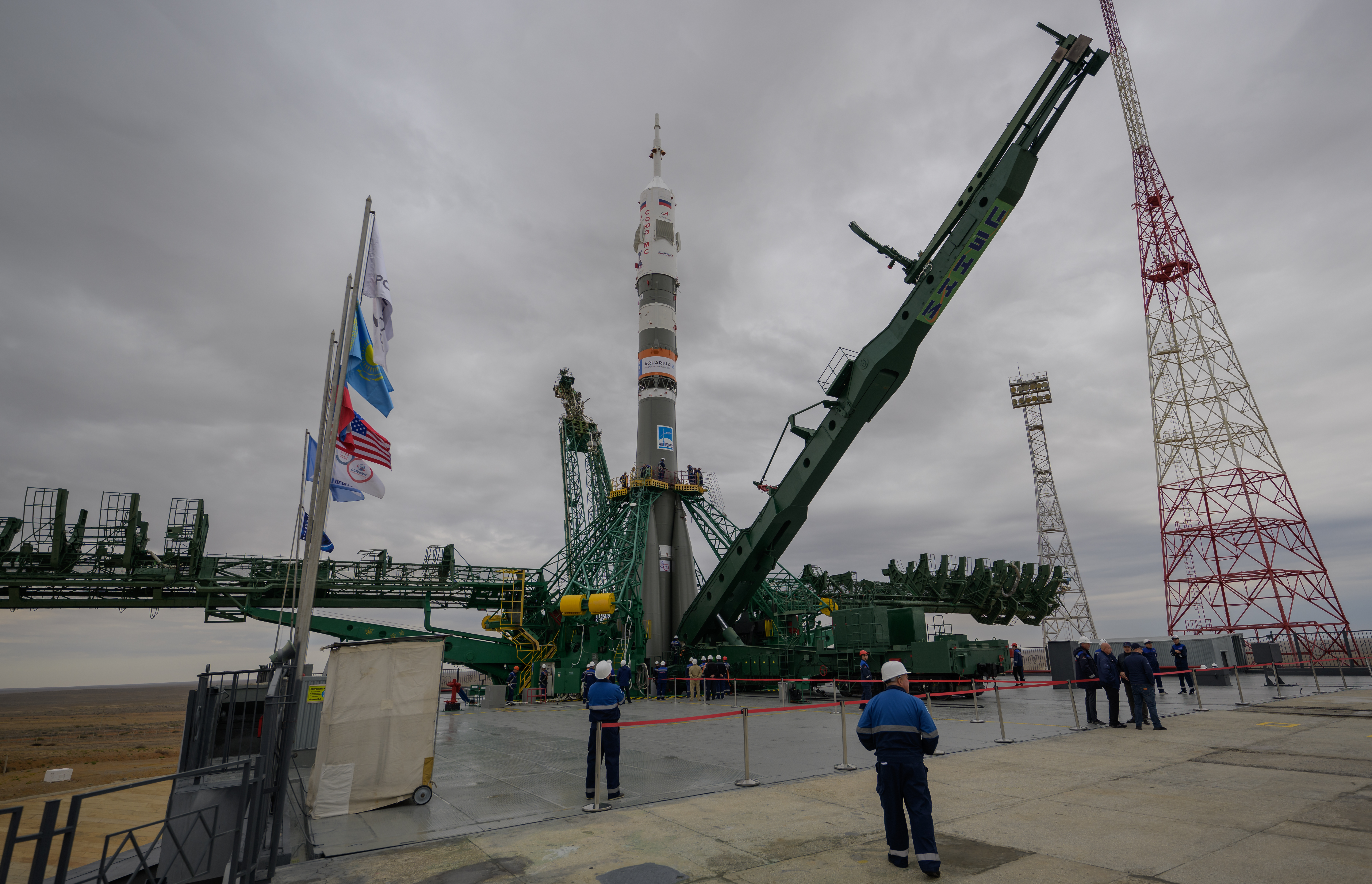
Se ve el cohete Soyuz después de ser lanzado en tren hasta la plataforma de lanzamiento en el Sitio 31, el domingo 8 de septiembre de 2024, en el cosmódromo de Baikonur en Kazajstán. Miembros de la tripulación de la expedición 72: el astronauta de la NASA Don Pettit, los cosmonautas de Roscosmos Alexey Ovchinin e Ivan Vagner están programados para lanzarse a bordo de su nave espacial Soyuz MS-26 el 11 de septiembre. Crédito de la foto: (NASA/Bill Ingalls)

En un principio antes de la avería de la Soyuz MS-22 en diciembre de 2022, la nave Soyuz MS-26 tenía asignado a tres cosmonautas para la Expedición 72. La avería provocó varios cambios respecto a las tripulaciones de la ISS. El primero de ellos, el traspaso de la tripulación de la Soyuz MS-23 a la Soyuz MS-24 prevista para septiembre de 2023, retrasando todas las subsiguientes tripulaciones que estaban previstas hasta la Soyuz MS-26 en septiembre de 2024.
El segundo cambio que provocó, el traspaso de la tripulación de la Soyuz MS-23 a la Soyuz MS-24, aparte del retrasó de todas las subsiguientes tripulaciones a la siguiente nave, fue que el viaje previsto de una cosmonauta de Bielorrusia en 2023, fuera pospuesto a marzo de 2024, que iba a ser acompañada por el cosmonauta Aleksey Ovchinin. El 22 de febrero de 2023 el director ejecutivo de Roscosmos para programas espaciales tripulados, Serguéi Krikaliov, anunció que el vuelo de una cosmonauta de Bielorrusia a la ISS, que estaba previsto inicialmente para septiembre de 2023, fue pospuesto para la primavera europea de 2024 en la Soyuz MS-25. En mayo de 2023 se eligió finalmente a la candidata a cosmonauta de Bielorrusia, la auxiliar de vuelo Marina Vasilévskaya y su suplente, la cirujana Anastasía Lenkova. Además se anunció que el cosmonauta que acompañaría finalmente a la cosmonauta Vasilévskaya en la MS-25 sería el veterano cosmonauta Oleg Novitskiy, también de origen bielorruso y su suplente el cosmonauta Iván Vágner, siendo reasignados los cosmonautas Aleksey Ovchinin y Oleg Platonov a esta misión MS-26 y volviendo a retrasarse nuevamente las 2 siguientes tripulaciones. Posteriormente después del lanzamiento de la Soyuz MS-25 en marzo de 2024, el cosmonauta Oleg Platonov, fue retirado de la tripulación de la futura Soyuz MS-26, por motivos médicos y sustituido por el cosmonauta Iván Vágner.
En abril de 2024 la NASA anunció que junto a los cosmonautas ya anunciados viajaría el astronauta de la NASA de mayor edad en activo Donald Pettit, quien se intercambió con el cosmonauta Alexander Grebyonkin, que viajó en la SpaceX Crew-8 gracias al intercambio de tripulación entre la NASA y Roscosmos con los miembros de la tripulación permanente de la Expedición 71 a la que debía pertenecer en principio el astronauta de la NASA de esta nave.
| Puesto               | Miembro                                                                | Miembro                                                                |
| -------------------- | ---------------------------------------------------------------------- | ---------------------------------------------------------------------- |
| Comandante           | Aleksey Ovchinin, Roscosmos Expedición 71/72 Cuarto (3º orbital) vuelo | Aleksey Ovchinin, Roscosmos Expedición 71/72 Cuarto (3º orbital) vuelo |
| Ingeniero de Vuelo 1 | Ivan Vagner, Roscosmos Expedición 71/72 Segundo vuelo                  | Ivan Vagner, Roscosmos Expedición 71/72 Segundo vuelo                  |
| Ingeniero de Vuelo 2 | Donald Pettit, NASA Expedición 71/72 Cuarto vuelo                      | Donald Pettit, NASA Expedición 71/72 Cuarto vuelo                      |

| Puesto               | Miembro                        | Miembro                        |
| -------------------- | ------------------------------ | ------------------------------ |
| Comandante           | Serguéi N. Ryzhikov, Roscosmos | Serguéi N. Ryzhikov, Roscosmos |
| Ingeniero de Vuelo 1 | Alexey Zubritsky, Roscosmos    | Alexey Zubritsky, Roscosmos    |
| Ingeniero de Vuelo 2 | Jonny Kim, NASA                | Jonny Kim, NASA                |

### Tripulación situación original
En un principio antes de la avería de la Soyuz MS-22, esta nave tenía asignados desde diciembre de 2022 a tres cosmonautas para la Expedición 72, que fueron trasladados a misiones posteriores, debido a diversos cambios en las tripulaciones. 
| Puesto               | Miembro                                                         | Miembro                                                         |
| -------------------- | --------------------------------------------------------------- | --------------------------------------------------------------- |
| Comandante           | Serguéi Kud-Sverchkov, Roscosmos Expedición 71/72 tercero vuelo | Serguéi Kud-Sverchkov, Roscosmos Expedición 71/72 tercero vuelo |
| Ingeniero de Vuelo 1 | Alexey Zubritsky, Roscosmos Expedición 71/72 Primer vuelo       | Alexey Zubritsky, Roscosmos Expedición 71/72 Primer vuelo       |
| Ingeniero de Vuelo 2 | Alexander Gorbunov, Roscosmos Expedición 71/72 primero vuelo    | Alexander Gorbunov, Roscosmos Expedición 71/72 primero vuelo    |